# خیابان آزادی

نمایی از خیابان آزادی در سال ۱۳۵۳

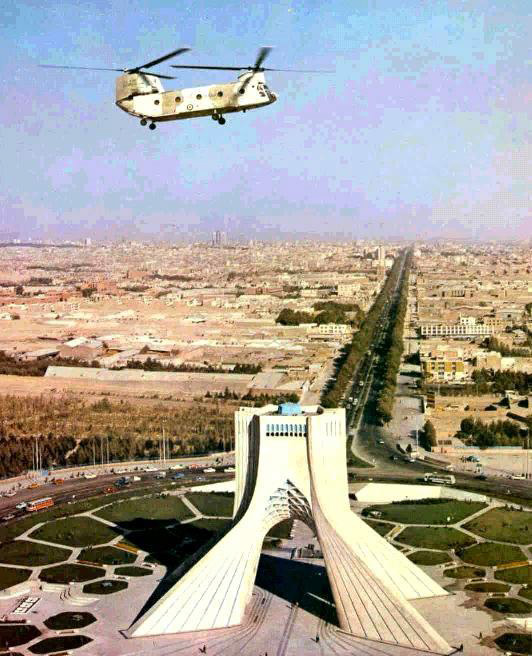
نمایی از خیابان آزادی و برج آزادی پیش از انقلاب

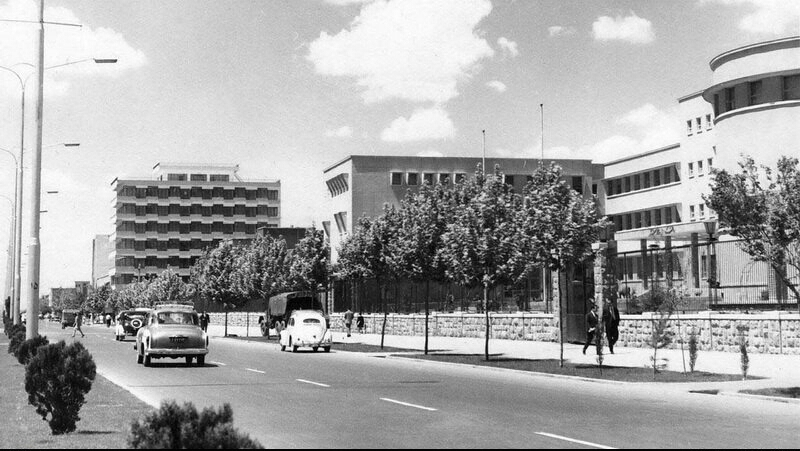
خیابان آزادی، دهه ۱۳۴۰

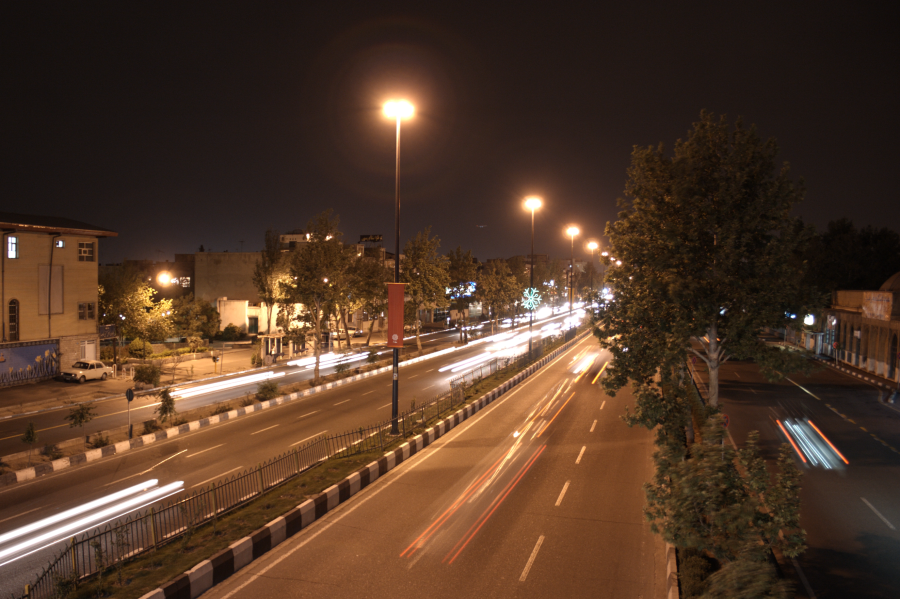
خیابان آزادی در شب

خیابان آزادی از نمای شرق به غرب

خیابان آزادی که پیش از انقلاب ۱۳۵۷ با نام آیزنهاور شناخته می‌شد خیابانی در غرب تهران است که از میدان آزادی در سوی غربی خیابان آغاز شده و در میدان انقلاب پایان می‌یابد. در دورهٔ پهلوی این خیابان آیزنهاور نام داشت که از نام یکی از رؤسای جمهور آمریکا گرفته شده بود. این خیابان در شمال خیابان‌هایی چون جیحون، کارون و آذربایجان جای دارد و از خیابان‌های مهم و مرکزی تهران به‌شمار می‌آید.

## محله آزادی
محله آزادی یکی از محله‌های قدیمی و معروف تهران است که به علت هم‌جواری با برج آزادی و میدان انقلاب به عنوان یکی از مهم‌ترین محله‌های شهر تهران محسوب می‌شود. وجود مترو شادمان به عنوان یکی از ایستگاه‌های مهم مترو تهران اهمیت این محلهٔ تهران را دو چندان کرده‌است.

## مراکز دولتی
محله آزادی دارای مراکز مهم دولتی از جمله بانک، مخابرات و ادارات مهم دولتی است. معروف‌ترین مراکز دولتی این محله شامل:
- اداره مرکزی سازمان آتش‌نشانی و خدمات ایمنی
- ساختمان شهرداری منطقه ۱۰
- بیمه تأمین اجتماعی
- وزارت میراث فرهنگی،گردشگری و صنایع دستی
- اداره پست منطقه ۱۰
- وزارت تعاون، کار و رفاه اجتماعی
- سازمان فنی و حرفه‌ای کشور
- سازمان حج و زیارت
- کارخانه زمزم تهران
- ساختمان شهرداری منطقه ۹

## تکیه‌ها، مساجد و حسینیه‌های شاخص
- مسجد صاحب الزمان نبش خیابان بهبودی
- حسینیه بزرگ امام حسن در کنار دانشگاه صنعتی شریف
- حسینیه خوئی‌ها در خیابان آذربایجان

## اماکن تفریحی و ورزشی
- بوستان پارک المهدی
- مجتمع تفریحی ورزشی شهدای جیحون
- باشگاه ورزشی بدنسازی تنومند

## تقاطع ها
| از شرق به غرب              | از شرق به غرب                                | از شرق به غرب |
| -------------------------- | -------------------------------------------- | ------------- |
| میدان انقلاب               | خیابان انقلاب خیابان کارگر                   |               |
| ایستگاه متروی میدان انقلاب |                                              |               |
|                            | خیابان جمالزاده                              |               |
| BRT 1 ایستگاه قریب         |                                              |               |
|                            | خیابان دکتر قریب                             |               |
|                            | خیابان اسکندری                               |               |
| ایستگاه متروی توحید        |                                              |               |
|                            | خیابان توحید                                 |               |
| BRT 1 ایستگاه نواب         |                                              |               |
|                            | خیابان شهدای منا                             |               |
| BRT 1 ایستگاه بهبودی       |                                              |               |
|                            | خیابان آذربایجان خیابان بهبودی               |               |
| ایستگاه متروی شادمان       |                                              |               |
|                            | خیابان جیحون                                 |               |
|                            | بزرگراه یادگار امام                          |               |
| ایستگاه متروی حبیب الله    |                                              |               |
|                            | خیابان شهیدان خیابان دکتر حبیب الله          |               |
| BRT 1 ایستگاه دانشگاه شریف |                                              |               |
|                            | خیابان هوشیار                                |               |
| BRT 1 ایستگاه استاد معین   |                                              |               |
|                            | خیابان استاد معین خیابان اکبری               |               |
| ایستگاه متروی استاد معین   |                                              |               |
|                            | خیابان عزیزی                                 |               |
| BRT 1 ایستگاه میدان آزادی  |                                              |               |
| میدان آزادی                | بزرگراه جناح بزرگراه سعیدی بزرگراه مخصوص کرج |               |
| از غرب به شرق              |                                              |               |

## ایستگاه‌های بی‌آرتی و مترو
- ایستگاه بی‌آرتی قریب از خط ۱
- ایستگاه بی‌آرتی توحید از خط ۱ و خط ۴
- ایستگاه بی‌آرتی بهبودی از خط ۱
- ایستگاه بی‌آرتی دانشگاه شریف از خط ۱
- ایستگاه بی‌آرتی استاد معین از خط ۱
- ایستگاه بی‌آرتی میدان آزادی از خط ۱
- ایستگاه متروی استاد معین
- ایستگاه متروی دکتر حبیب‌الله
- ایستگاه متروی شادمان
- ایستگاه متروی توحید